# Cydosia aurivitta
Cydosia aurivitta là một loài bướm đêm trong họ Erebidae.